# スミス・コロナ
スミス・コロナまたはSCMコーポレーション（Smith Corona, SCM Corporation）はアメリカ合衆国の熱転写ラベル、熱転写リボン、インクリボン等を製造する企業である。かつては名の知られたタイプライターおよび計算機メーカーであったが、1980年代中盤以降にコンピュータによるワードプロセッサ台頭の波を受け業績を悪化させ、現在は製品カテゴリーを熱転写関連商品に絞り経営している。

## 沿革

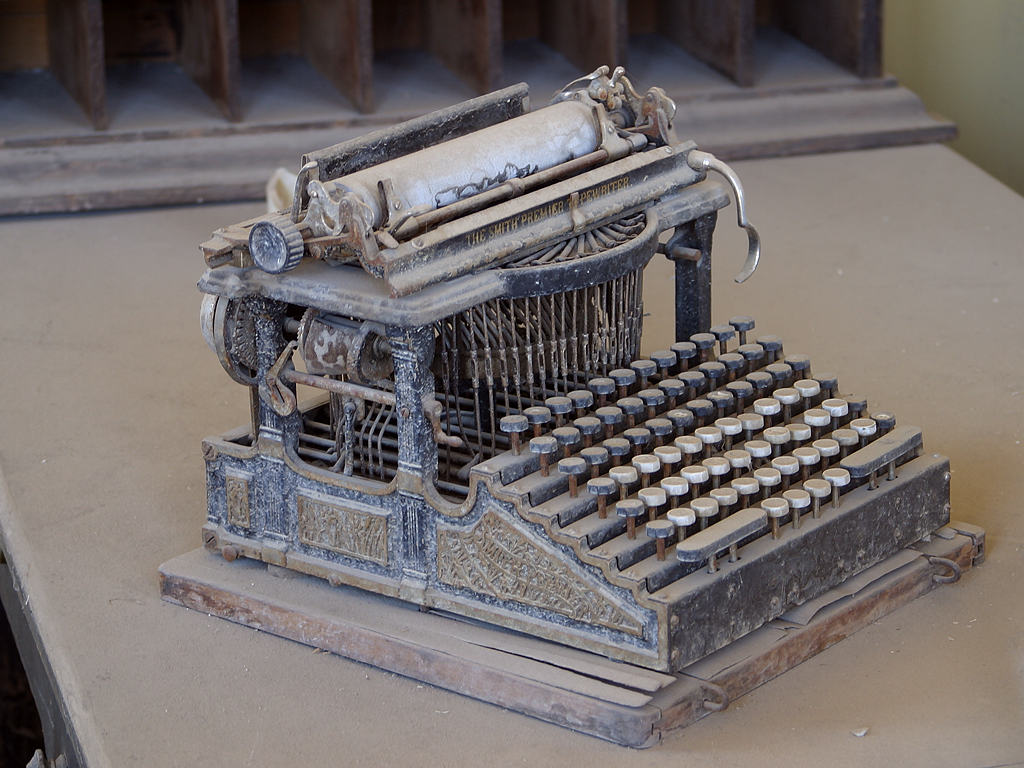
19世紀末に販売されていたスミス・コロナ社製タイプライター。カリフォルニア州ボディのゴーストタウンで。

スミス・コロナの由来はスミス・プレミア・タイプライター・カンパニー（Smith Premier Typewriter Company）が初めて大文字と小文字を両方使用できるモデルを開発した1886年まで遡ることができる。同社は1903年の時点ではニューヨーク州シラキュースに本拠を置くL・C・スミス・アンド・ブラザーズ・タイプライター・カンパニー（L. C. Smith & Bros. Typewriter Company）と名を改めて経営されていた。これとは別に、1906年にローズ・タイプライター（Rose Typewriter）社が初の携帯型のタイプライターを発売、1909年には社名をスタンダード・タイプライター・カンパニー（Standard Typewriter Company）と改称し、このスタンダード・タイプライター・カンパニーは1914年に発売したコロナモデル（Corona）の成功を機にさらにコロナ・タイプライター・カンパニー（Corona Typewriter Company）へ改称。オフィス用タイプライターを製作販売していたL・C・スミス・アンド・ブラザーズ・タイプライター・カンパニー、そして携帯用を得意としていたコロナ・タイプライター・カンパニーが1926年に合併し、スミス・コロナが誕生した。
第二次世界大戦中はスプリングフィールドM1903小銃などの小火器を製造、アメリカ軍に供給しており、戦後はビジネスユースへの最適化に業務を集中させる。タイプライターの売行きのピークは戦後間も無く到来した。出力をより高速に行ないたいという需要に応えるために1955年に電動タイプライターを開発。続けて1957年に世に出された電動のポータブルタイプライターは当初旅行作家やビジネスマンをターゲットにしていたが、後に一般家庭にも広く受けいれられる商品となった。この新しい小型の電動タイプライターはアメリカの高校生や大学生の必需品となってゆく。
1958年には多角化を図ってマーチャント計算機社（Marchant Calculator）を買収するが、多角化の方針はまもなく軌道修正されることとなった。1960年には電動によるキャリッジ・リターンを発明。1962年には社名をスミス＝コロナ・マーチャント（Smith-Corona Marchant, SCM）へと改称。 SCMは1973年にカートリッジ・リボン方式を導入し、これにより長らく使用者を悩ませてきたインク・リボン交換の手間を劇的に軽減することに成功。しかしながら1970年中葉には安価でポケットサイズの計算機の登場により計算機市場は動乱期へと入る。1985年にはすでにパーソナルコンピューターがワードプロセッサとして広く用いられるようになっており、SCMも同社初のポータブル・ワープロおよび世界初のスペルチェック機能が付属した小型タイプライターを発売している。
1995年、タイプライター製造の拠点をニューヨーク州コートランドからメキシコへ移転。同年には販売不振の継続により750名の解雇を発表し、その後まもなくして破産を発表した。
1995年以来は小型の電動タイプライターおよびタイプライターとワードプロセッサの消耗品の販売に業務を集中していた。2000年に再び経営破綻し、オハイオ州クリーブランドに全拠点を集中させたが、まもなくタイプライターの生産を全面的に中止。タイプライター用インクリボンと熱転写の技術を活用し、熱転写用ラベル生産事業に転換した。